# GRADUATION (佐久間学の曲)
「GRADUATION」（グラデュエーション）は佐久間学の5枚目のシングル。

## 内容
10代最後のシングルとなった本作は卒業をテーマにして制作した。佐久間は表題曲について「卒業というタイトルが浮かんで来て、そのテーマをやったことがなかったから一度やってみようかなと思って」と、コメントしている。編曲・サウンドプロデュースは坂井紀雄が担当した。

## 収録曲
全曲　作詞・作曲：佐久間学　編曲：坂井紀雄
1. GRADUATION
2. FROZEN LOVE

## レコーディング参加
- 佐久間学 - ボーカル、ハーモニカ
  - 坂井紀雄 - ベース、コーラス
  - 野澤大二郎 - キーボード[3]
  - 松永俊弥 - ドラム[3]